# Bệnh viện Mắt (Thành phố Hồ Chí Minh)
Bệnh viện Mắt là bệnh viện chuyên khoa Mắt trực thuộc Sở Y tế Thành phố Hồ Chí Minh, địa chỉ tại số 280 đường Điện Biên Phủ, phường Võ Thị Sáu, Quận 3, Thành phố Hồ Chí Minh. Bệnh viện được Ủy ban nhân dân thành phố xếp hạng I, là nơi khám, chữa các bệnh về mắt cho người dân các tỉnh thành phía Nam Việt Nam.

## Tổ chức
Hiện nay, bệnh viện chia ra 10 phòng chức năng, 15 khoa lâm sàng và cận lâm sàng.

## Lịch sử
Cơ sở bệnh viện hiện nay ban đầu là một dưỡng đường có tên là Clinique Saint-Paul, do các nữ tu dòng Thánh Phaolô thành Chartres thành lập. Công trình do kiến trúc sư Louis Chauchon thiết kế và nhà thầu Société Indochinoise d'Études et de Constructions thi công, khánh thành vào ngày 19 tháng 12 năm 1938.
Ngày 30 tháng 8 năm 1978, Sở Y tế Thành phố Hồ Chí Minh tiếp quản cơ sở này và thành lập bệnh viện liên chuyên khoa lấy tên Bệnh viện Điện Biên Phủ, với ba chuyên khoa: Mắt, Răng Hàm Mặt và Tai Mũi Họng. Trong hai năm 1986 và 1991, khoa Tai Mũi Họng và khoa Răng Hàm Mặt lần lượt tách khỏi Bệnh viện Điên Biên Phủ. Bệnh viện Điện Biên Phủ trở thành bệnh viện chuyên khoa Mắt và được đổi tên thành Trung tâm Mắt Thành phố Hồ Chí Minh, đến năm 2002 thì đổi thành Bệnh viện Mắt như hiện nay.